# Matthew Archibald
Pour les articles homonymes, voir Dawkins.
Matthew "Matt" Archibald (né le 20 mai 1986) est un coureur cycliste néo-zélandais. Spécialiste de la piste, il décroche lors des mondiaux à Saint-Quentin-en-Yvelines, la médaille de bronze du kilomètre contre-la-montre.

## Palmarès sur piste

### Championnats du monde
- Melbourne 2012
  - 1er tour de la vitesse individuelle
  - 1er tour du keirin
- Cali 2014
  - 1er tour de la vitesse individuelle
- Saint-Quentin-en-Yvelines 2015
  -  Médaillé de bronze du kilomètre
- Londres 2016
  - 6e du kilomètre

### Coupe du monde
- 2011-2012
  - 3e de la vitesse par équipes à Pékin

### Jeux du Commonwealth
- Glasgow 2014
  -  Médaillé de bronze du kilomètre

### Championnats d'Océanie
| Édition / Épreuve | Kilomètre | Keirin | Vitesse individuelle | Vitesse par équipes                     |
| Invercargill 2009 |           |        | Bronze               |                                         |
| Adélaïde 2012     |           |        |                      | Argent                                  |
| Invercargill 2013 |           | Bronze | Bronze               | Or (avec Edward Dawkins et Sam Webster) |
| Adélaïde 2014     | Or        |        |                      | Or (avec Edward Dawkins et Sam Webster) |

### Championnats nationaux
- 2015
  -  Champion de Nouvelle-Zélande du kilomètre
- 2016
  -  Champion de Nouvelle-Zélande du keirin